# Nunatak Venera-10
Nunatak Venera-10 är en nunatak i Antarktis. Den ligger i Östantarktis. Australien gör anspråk på området. Toppen på Nunatak Venera-10 är 1 770 meter över havet.
Terrängen runt Nunatak Venera-10 är huvudsakligen lite kuperad. Trakten är obefolkad. Det finns inga samhällen i närheten.